# Novohorus suffuscus
Espèce
Novohorus suffuscus est une espèce de pseudoscorpions de la famille des Olpiidae.

## Distribution
Cette espèce est endémique des Antilles. Elle se rencontre à Porto Rico sur Isla Mona et en Jamaïque.

## Description
Les mâles mesurent de 2,2 à 2,4 mm et les femelles de 2,9 à 3,1 mm.

## Publication originale
- Hoff, 1945 : The pseudoscorpion subfamily Olpiinae. American Museum Novitates, no 1291, p. 1-30 (texte intégral).